# NGC 6030
NGC 6030 (również PGC 56750 lub UGC 10139) – galaktyka soczewkowata (S0), znajdująca się w gwiazdozbiorze Herkulesa. Odkrył ją Édouard Jean-Marie Stephan 17 czerwca 1884 roku.